# Campionati mondiali di tiro con l'arco indoor 2018
I campionati mondiali di tiro con l'arco indoor 2018 sono stati la 14ª edizione e ultima della competizione. Si sono svolti a Yankton, negli Stati Uniti d'America, dal 14 febbraio al 19 febbraio 2018.

## Medagliere
| Pos.   | Nazione     | Oro | Argento | Bronzo | Totale |
| ------ | ----------- | --- | ------- | ------ | ------ |
| 1      | Stati Uniti | 4   | 1       | 1      | 6      |
| 2      | Paesi Bassi | 3   | 0       | 1      | 4      |
| 3      | Russia      | 2   | 4       | 1      | 7      |
| 4      | Germania    | 2   | 0       | 0      | 2      |
| 5      | Italia      | 1   | 3       | 1      | 5      |
| 6      | Ucraina     | 1   | 1       | 4      | 6      |
| 7      | Australia   | 1   | 1       | 2      | 4      |
| 8      | Danimarca   | 1   | 0       | 0      | 1      |
| 8      | Iran        | 1   | 0       | 0      | 1      |
| 10     | Messico     | 0   | 2       | 0      | 2      |
| 11     | Canada      | 0   | 1       | 3      | 4      |
| 12     | Messico     | 0   | 1       | 1      | 2      |
| 13     | Giappone    | 0   | 1       | 0      | 1      |
| 14     | Francia     | 0   | 0       | 1      | 1      |
| Totale | Totale      | 16  | 16      | 16     | 48     |

## Podi

### Arco ricurvo
Senior
| Evento                   | Oro                                                         | Argento                                                      | Bronzo                                                            |
| Individuale maschile     | Sjef Van Den Berg                                           | Daisuke Tomatsu                                              | Taylor Worth                                                      |
| Individuale femminile    | Elena Richter                                               | Aída Romàn                                                   | Audrey Adiceom                                                    |
| Gara a squadre maschile  | Paesi Bassi Sjef Van Den Berg Rick van der Ven Steve Wijler | Australia Astin Darcy Ryan Tyack Taylor Worth                | Ucraina Oleksii Hunbin Heorhiy Ivanytskyy Viktor Ruban            |
| Gara a squadre femminile | Germania Michelle Kroppen Elena Richter Lisa Unruh          | Russia Tujana Dašidoržieva Elena Osipova Sayana Tsyrempilova | Ucraina Veronika Marčenko Anastasia Pavlova Solomiya Trapeznikova |

Junior
| Evento                   | Oro                                                   | Argento                                                    | Bronzo                                                        |
| Individuale maschile     | Ivan Kozhokar                                         | Mate Gazoz                                                 | Oleksandr Pantsyru                                            |
| Individuale femminile    | Ariuna Budaeva                                        | Svetlana Gomboeva                                          | Sandra Vanessa Garza Garcia                                   |
| Gara a squadre maschile  | Iran Seyedabolfazl Hosseini Kiyan Moradi Reza Shabani | Ucraina Ivan Kozhokar Oleksandr Pantsyru Roman Sheremet    | Russia Erdem Irdyneev Sandan Namsaraev Buianto Tsyrendorzhiev |
| Gara a squadre femminile | Italia Tatiana Andreoli Tanya Giaccheri Aika Rolando  | Russia Ariuna Budaeva Svetlana Gomboeva Tatiana Plotnikova | Ucraina Orysia Didych Kateryna Mazorchuk Zhanna Naumova       |

### Arco compound
Senior
| Evento                   | Oro                                                      | Argento                                                        | Bronzo                                              |
| Individuale maschile     | Mike Schloesser                                          | Sergio Pagni                                                   | Jesse Broadwater                                    |
| Individuale femminile    | Natalia Avdeeva                                          | Yesim Bostan                                                   | Dawn Groszko                                        |
| Gara a squadre maschile  | Stati Uniti Jesse Broadwater Sil Pater Kristofer Schaff  | Italia Viviano Mior Sergio Pagni Alberto Simonelli             | Paesi Bassi Peter Elzinga Sil Pater Mike Schloesser |
| Gara a squadre femminile | Stati Uniti Mary Hamm Paige Pearce-Gore Breanna Theodore | Russia Natalia Avdeeva Viktoria Balzhanova Alexandra Savenkova | Canada Dawn Groszko Madison Hart Fiona McClean      |

Junior
| Evento                   | Oro                                                       | Argento                                             | Bronzo                                               |
| Individuale maschile     | Simon Olsen                                               | Curtis Broadnax                                     | Remy Leonard                                         |
| Individuale femminile    | Cassidy Cox                                               | Elisa Roner                                         | Asstrid Alanis                                       |
| Gara a squadre maschile  | Stati Uniti Curtis Broadnax Zachary Harris Ethan King     | Australia Harri Howden Remy Leonard Hamish Thompson | Canada Cole Beres Tristan Spicer-Moran Austin Taylor |
| Gara a squadre femminile | Stati Uniti Athena Caiopoulos Cassidy Cox Anna Scarbrough | Canada Bryanne Lameg J'lynn Mitchell Ashlyn Scriven | Italia Elisa Bizzichetto Sara Ret Elisa Roner        |